# Diocesi di Surabaya
La diocesi di Surabaya (in latino Dioecesis Surabayana) è una sede della Chiesa cattolica in Indonesia suffraganea dell'arcidiocesi di Semarang. Nel 2022 contava 166.100 battezzati su 25.540.000 abitanti. È retta dal vescovo Agustinus Tri Budi Utomo.

## Territorio
La diocesi comprende circa la metà occidentale della provincia indonesiana di Giava Orientale e le reggenze di Blora e di Rembang nella provincia di Giava Centrale.
Sede vescovile è la città di Surabaya, dove si trova la cattedrale del Sacro Cuore di Gesù.
Il territorio è suddiviso in 44 parrocchie.

## Storia
La prefettura apostolica di Surabaia fu eretta il 15 febbraio 1928, ricavandone il territorio dal vicariato apostolico di Batavia (oggi arcidiocesi di Giacarta).
Il 16 ottobre 1941 la prefettura apostolica fu elevata a vicariato apostolico con la bolla Magno cum gaudio di papa Pio XII.
Il 3 gennaio 1961 il vicariato apostolico è stato elevato a diocesi con la bolla Quod Christus di papa Giovanni XXIII.
Il 22 agosto 1973 ha assunto il nome attuale in forza del decreto Cum propositum della Congregazione per l'evangelizzazione dei popoli.

## Cronotassi dei vescovi
Si omettono i periodi di sede vacante non superiori ai 2 anni o non storicamente accertati.
- Teofilo Emilio de Backere, C.M. † (6 giugno 1928 - 24 dicembre 1936 dimesso)
- Michel Thomas Verhoeks, C.M. † (22 ottobre 1937 - 8 maggio 1952 deceduto)
- Jan Antonius Klooster, C.M. † (19 febbraio 1953 - 2 aprile 1982 dimesso)
- Aloysius Josef G. Dibjokarjono † (2 aprile 1982 - 26 marzo 1994 ritirato)
- Johannes Sudiarna Hadiwikarta † (26 marzo 1994 - 13 dicembre 2003 deceduto)
  - Sede vacante (2003-2007)
- Vincentius Sutikno Wisaksono † (3 aprile 2007 - 10 agosto 2023 deceduto)
- Agustinus Tri Budi Utomo, dal 29 ottobre 2024

## Statistiche
La diocesi nel 2022 su una popolazione di 25.540.000 persone contava 166.100 battezzati, corrispondenti allo 0,7% del totale.
| anno | popolazione | popolazione | popolazione | presbiteri | presbiteri | presbiteri | presbiteri                | diaconi | religiosi | religiosi | parrocchie |
| anno | battezzati  | totale      | %           | numero     | secolari   | regolari   | battezzati per presbitero | diaconi | uomini    | donne     | parrocchie |
| ---- | ----------- | ----------- | ----------- | ---------- | ---------- | ---------- | ------------------------- | ------- | --------- | --------- | ---------- |
| 1950 | 21.889      | 9.000.000   | 0,2         | 41         | 3          | 38         | 533                       |         | 35        | 136       | 29         |
| 1970 | 56.966      | 13.000.000  | 0,4         | 55         |            | 55         | 1.035                     |         | 88        | 201       | 66         |
| 1980 | 90.580      | 17.000.000  | 0,5         | 56         | 6          | 50         | 1.617                     | 4       | 77        | 213       |            |
| 1990 | 143.883     | 21.722.663  | 0,7         | 68         | 15         | 53         | 2.115                     | 4       | 138       | 280       | 27         |
| 1999 | 184.808     | 33.630.000  | 0,5         | 101        | 46         | 55         | 1.829                     | 4       | 63        | 251       | 35         |
| 2000 | 185.288     | 31.000.000  | 0,6         | 106        | 52         | 54         | 1.748                     | 4       | 74        | 291       | 35         |
| 2001 | 190.263     | 3.437.000   | 5,5         | 108        | 53         | 55         | 1.761                     | 4       | 75        | 291       | 36         |
| 2002 | 178.689     | 3.400.000   | 5,3         | 116        | 59         | 57         | 1.540                     | 4       | 96        | 328       | 37         |
| 2003 | 119.758     | 3.400.000   | 3,5         | 121        | 63         | 58         | 989                       | 4       | 79        | 345       | 37         |
| 2004 | 150.457     | 3.400.000   | 4,4         | 102        | 49         | 53         | 1.475                     | 4       | 81        | 339       | 37         |
| 2014 | 169.717     | 3.794.000   | 4,5         | 162        | 89         | 73         | 1.047                     |         | 107       | 326       | 42         |
| 2017 | 160.376     | 23.314.195  | 0,7         | 161        | 98         | 63         | 996                       |         | 102       | 315       | 44         |
| 2020 | 162.675     | 25.033.865  | 0,6         | 167        | 99         | 68         | 974                       |         | 107       | 337       | 44         |
| 2022 | 166.100     | 25.540.000  | 0,7         | 170        | 101        | 69         | 977                       |         | 108       | 337       | 44         |